# 林山主
林 山主（はやし の やまぬし）は、平安時代初期の貴族。正六位上・林海主の子。官位は従四位下・縫殿頭。

## 出自
林氏は八多氏の一族。元は臣姓であったが、延暦6年（787年）に山主の父・海主が朝臣姓を与えられている。

## 経歴
嵯峨朝初頭の弘仁元年（810年）外従五位下に叙せられる。
弘仁13年（822年）内位の従五位下に叙せられると、天長3年（826年）従五位上、天長6年（829年）正五位下と嵯峨朝末から淳和朝にかけて順調に昇進した。またこの間、諸陵頭・縫殿頭を歴任し、但馬権介も兼ねた。天長8年（831年）従四位下に至る。
天長9年（832年）7月28日卒去。享年84。没後の天長10年（833年）に八多朝臣姓を追贈された。

## 人物
公平な性格で、人に対する愛憎の気持ちを持つことがなかった。古くからの廷臣で声望のある国家の功臣であった。

## 官歴
『日本後紀』による。
- 延暦6年（787年） 6月21日：臣姓から朝臣姓に改姓
- 時期不詳：正六位上
- 弘仁元年（810年） 11月22日：外従五位下
- 弘仁13年（822年） 10月1日：従五位下（内位）
- 時期不詳：諸陵頭。縫殿頭。兼但馬権介
- 天長3年（826年） 正月7日：従五位上
- 天長6年（829年） 正月7日：正五位下
- 天長8年（831年） 3月8日：従四位下、見縫殿頭
- 天長9年（832年） 7月28日：卒去
- 天長10年（833年） 日付不詳：林朝臣姓から八多朝臣姓に改姓